# Macuata
Macuata is een van de veertien provincies van Fiji, in de divisie Northern. Het ligt voor het grootste gedeelte op het eiland Vanua Levu. De provincie heeft een oppervlakte van 2.004 km² en had in 1996 80.207 inwoners. De hoofdstad is Labasa met 24.187 inwoners (1996).
Divisies: Central · Eastern · Northern · Western

Provincies: Ba · Bua · Cakaudrove · Kadavu · Lau · Lomaiviti · Macuata · Nadroga-Navosa · Namosi · Naitasiri · Ra · Rewa · Serua · Tailevu

Dependency: Rotuma